# Баренбойм Лев Аронович
Лев Аро́нович Баренбо́йм (нар.31 січня 1906, Одеса — пом.25 червня 1985, Ленінград) — радянський піаніст і музикознавець єврейського походження.
Навчався у Ленінградській консерваторії. Опублікував том листів Антона Рубінштейна. Дискутував із Генріхом Нейгаузом на теми його книжки «Мистецтво фортепіанної гри». Після смерті Баренбойма його зібрання партитур, музичних книжок і звукозаписів було передано Російській національній бібліотеці.